# أندريا بينزيتش
أندريا بينزيتش (بالكرواتية: Andrea Penezić)‏ مواليد 13 نوفمبر 1985 في زغرب، هي لاعبة كرة يد كرواتية تلعب كظهير أيسر. مثلت منتخب كرواتيا لكرة اليد للسيدات. شاركت في دورة الألعاب الأولمبية الصيفية سنة 2012.

## سجل المنافسة
شاركت في البطولات التالية:
- الألعاب الأولمبية الصيفية 2012
- بطولة العالم لكرة اليد للسيدات 2011
- بطولة أوروبا لكرة اليد للسيدات 2014

## روابط خارجية
- أندريا بينزيتش على موقع الاتحاد الأوروبي لكرة اليد (الإنجليزية)
- أندريا بينزيتش على موقع أوليمبيديا (الإنجليزية)